# Тюриков, Вячеслав Васильевич
Вячеслав Васильевич Тюриков — советский хозяйственный и государственный деятель, Герой Социалистического Труда.

## Биография
Родился в 1929 году в Севастополе. Член КПСС.
Окончил ремесленное училище № 3 Запорожского ферросплавного завода.
В 1946—1948 — рабочий Запорожского завода ферросплавов.
В 1948—1951 — военнослужащий Советской Армии.
В 1951—1991 — горновой, плавильщик, старший плавильщик Запорожского завода ферросплавов Министерства чёрной металлургии Украинской ССР, инструктор производственного обучения.
Указом Президиума Верховного Совета СССР от 22 марта 1966 года присвоено звание Героя Социалистического Труда с вручением ордена Ленина и золотой медали «Серп и Молот».
Делегат XXIII съезда КПСС.
Умер в 2010 году в Запорожье.

## Награды и звания
- Герой Социалистического Труда (22.03.1966)
- Орден Ленина (22.03.1966)
- Орден Октябрьской Революции (30.03.1971)